# Melalgus truncatus
Melalgus truncatus är en skalbaggsart som först beskrevs av Guérin-Méneville 1844.  Melalgus truncatus ingår i släktet Melalgus och familjen kapuschongbaggar. Inga underarter finns listade i Catalogue of Life.